# Autochloris enagrus
Autochloris enagrus är en fjärilsart som beskrevs av Pieter Cramer 1780. Autochloris enagrus ingår i släktet Autochloris och familjen björnspinnare. Inga underarter finns listade i Catalogue of Life.

## Bildgalleri

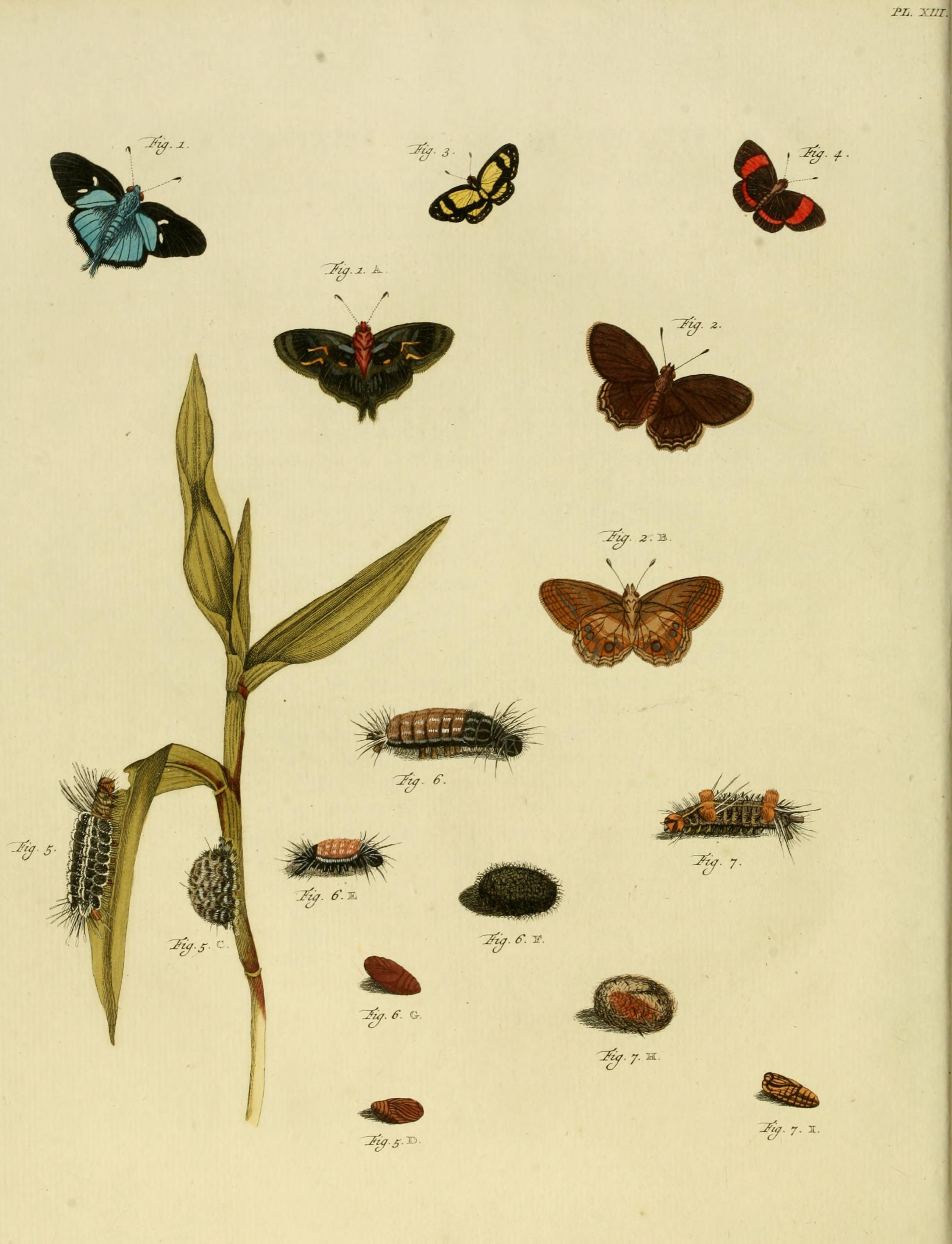
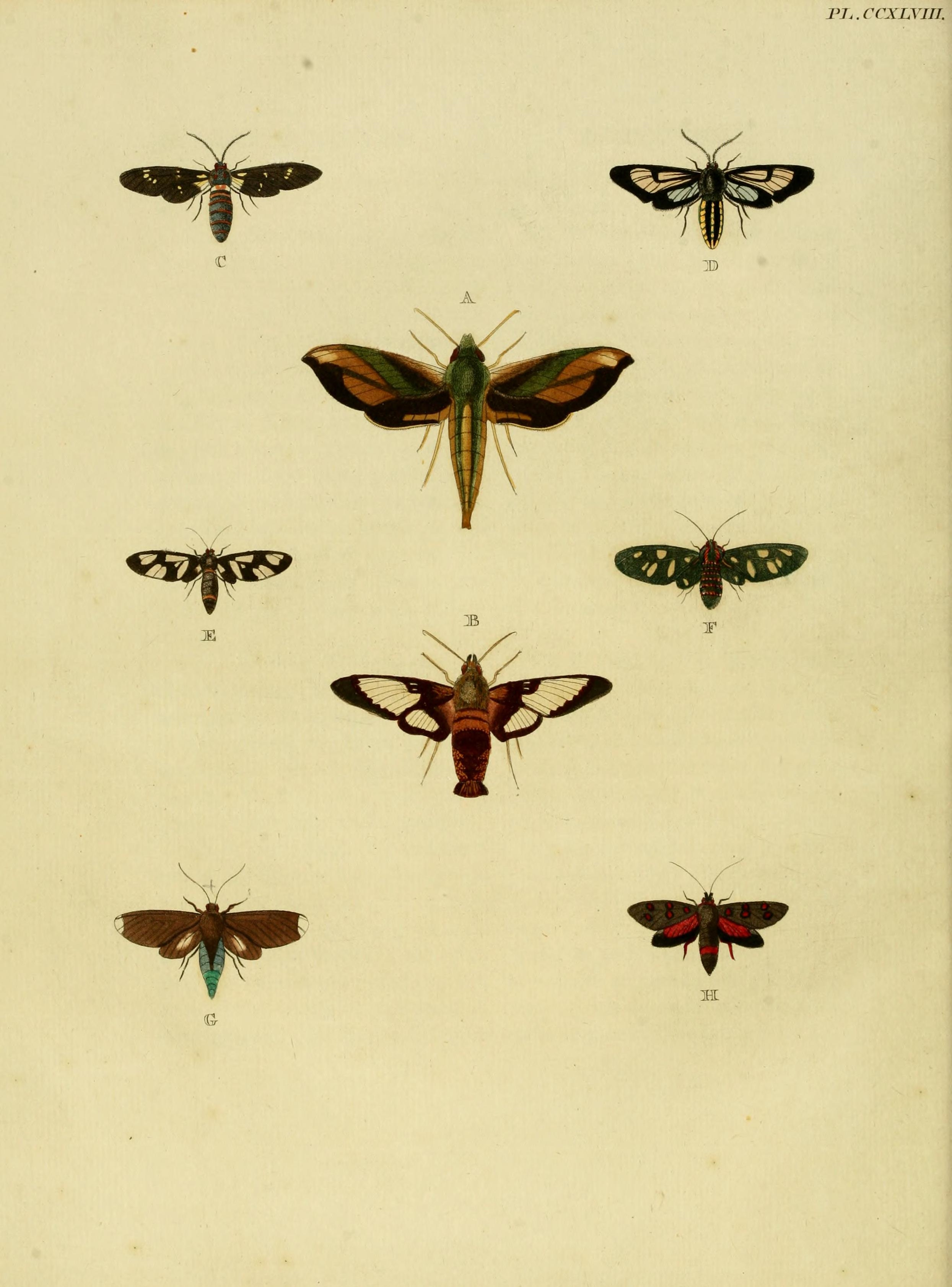